# Robert Kudelski
Robert Kudelski (ur. 24 czerwca 1974 w Zgierzu) – polski aktor teatralny i telewizyjny, piosenkarz i osobowość medialna. Największą rozpoznawalność przyniosła mu rola Michała Brzozowskiego w serialu Na Wspólnej.

## Życiorys
Urodził się w Zgierzu. Wychowywał się w Kutnie z młodszą siostrą Agnieszką (ur. 1981). W trakcie nauki w liceum występował w szkolnym kabarecie PINGWINEK (Przedsiębiorstwo Intelektualnej Groteski Wpływającej Imiennie Na Edukację Koleżenską) i z grupą teatralną w lokalnym Kutnowskim Domu Kultury. Odnosił sukcesy na konkursach recytatorskich.
Po dwóch latach zdał do warszawskiej Akademii Teatralnej, a następnie przeniósł się do Szkoły Filmowej, Telewizyjnej i Teatralnej w Łodzi. W 1998 ukończył studia dziennikarskie na Uniwersytecie Warszawskim.
W 1997 zdobył pierwszą nagrodę na Festiwalu Piosenki Francuskiej i zadebiutował w roli Romea w spektaklu szekspirowskim Romeo i Julia (reż. Adam Hanuszkiewicz) na scenie Teatru Nowego w Warszawie. W 1998 został laureatem Przeglądu Piosenki Aktorskiej i zamieszkał w Warszawie, gdzie do 2001 grał role w spektaklach w reż. Adama Hanuszkiewicza w Teatrze Nowym: Ballady i romanse (1998), Chopin, jego życie (1999) czy Kobieta bez skazy (2000). Występował także na deskach warszawskich teatrów: Syrena (1999–2005), Scena Prezentacje (2000) i Komedia (2001).
Pod koniec lat 90. zadebiutował na małym ekranie, statystując w filmach i grając w reklamach. Poza tym pracował jako nauczyciel historii sztuki w szkole. Zagrał epizodyczne role w serialach: Klan (1997–2004), Na dobre i na złe (1999) i Lokatorzy (2000). Z czasem odgrywał większe role m.in. Maćka Reutta, syna doktora w serialu Przeprowadzki (2000), Ruteckiego w filmie Syzyfowe prace (2001) i kleryka Juliana Pereszczakę w serialu Złotopolscy (2001–2002). W 2002 zagrał w pełnometrażowym filmie francuskim Powiedz mi, że mnie kochasz oraz zagrał recital pt. Jacques Brel w Teatrze Syrena w Warszawie. Największą popularność przyniosła mu rola Michała Brzozowskiego, młodszego brata Andrzeja w serialu Na Wspólnej, w którym gra od 2003. Był nominowany do nagrody TeleTygrysa 2003 dla najlepiej zapowiadającego się młodego aktora.
W 2003 współprowadził program Para w Polskę i zaczął zajmować się aktorstwem dubbingowym; podłożył głos m.in. pod Geoffa w serialu animowanym Wyspa totalnej porażki (2007–2009). W 2004 wziął udział w akcji charytatywnej Pomóż dzieciom godnie żyć i zrealizował spektakl Aznavour. Wiosną 2005 uczestniczył w pierwszej edycji programu rozrywkowego TVN Taniec z gwiazdami. W listopadzie 2005 wystąpił z autorskim recitalem pt. Hymn miłości według Édith Piaf. W 2008 założył prywatny teatr „Projekt Teatr Warszawa”, którego jest dyrektorem artystycznym. W 2009 uczestniczył w programie Jak oni śpiewają. W grudniu 2010 zrealizował sztukę Love Boutique. Wystąpił w kampanii społecznej Porozmawiajmy szczerze o otyłości.

## Filmografia

### Filmy
- 1997: Szakal – chłopak
- 2000: Syzyfowe prace – Rutecki

### Seriale
- 1999: Pierwszy milion – dziennikarz
- 1999: Na dobre i na złe – lekarz pogotowia (odc. 11)
- 2000: Przeprowadzki – Maciej Reutt, syn doktora Zygfryda (odc. 4)
- 2000: Lokatorzy – Filip (odc. 9)
- 2001-2002: Złotopolscy – kleryk Julian Pereszczako
- 2001: Marszałek Piłsudski – porucznik w Belwederze (odc. 7)
- od 2003: Na Wspólnej – Michał Brzozowski
- 2005: Święta polskie – oficer bolszewicki (odc. pt. Przybyli ułani)
- 2008: Niania – gwiazda serialu Na Wspólnej (odc. 92)
- 2010: Usta usta – biznesmen (odc. 1)
- 2011: Unia serc – pracownik Euroimplant (odc. 3)
- 2012: Na dobre i na złe – Jacek (odc. 474–475)
- 2015: Singielka – mężczyzna (odc. 39)
- 2018: Pułapka – znajomy Adama (odc. 2)

### Etiudy szkolne
- 1995: Niemcy (etiuda szkolna) – Hoppe (scenka 1A)
- 1998: Ciotka (etiuda szkolna) – Piotr

### Polski dubbing
- 2003: 6 w pracy
- 2003: Traktor Tom
- 2004: Dziadek do orzechów jako Książę / Dziadek do orzechów
- 2004: Kucharz duży, kucharz mały jako Ben – Kucharz duży
- 2007–2009: Wyspa totalnej porażki jako Geoff
- 2008: Horton słyszy Ktosia
- 2008: Potwory i piraci jako Król BulaBula (odc. 8–9)
- 2009: Wielka rodzina jako Pan Kolos
- 2009: Plan Totalnej Porażki jako Geoff
- 2011: Pan Popper i jego pingwiny jako Kent